# Liste des ascensions du Tour de France dans le massif des Vosges
Pour un article plus général, voir liste des ascensions du Tour de France.

Le massif des Vosges dans l'Est de la France.

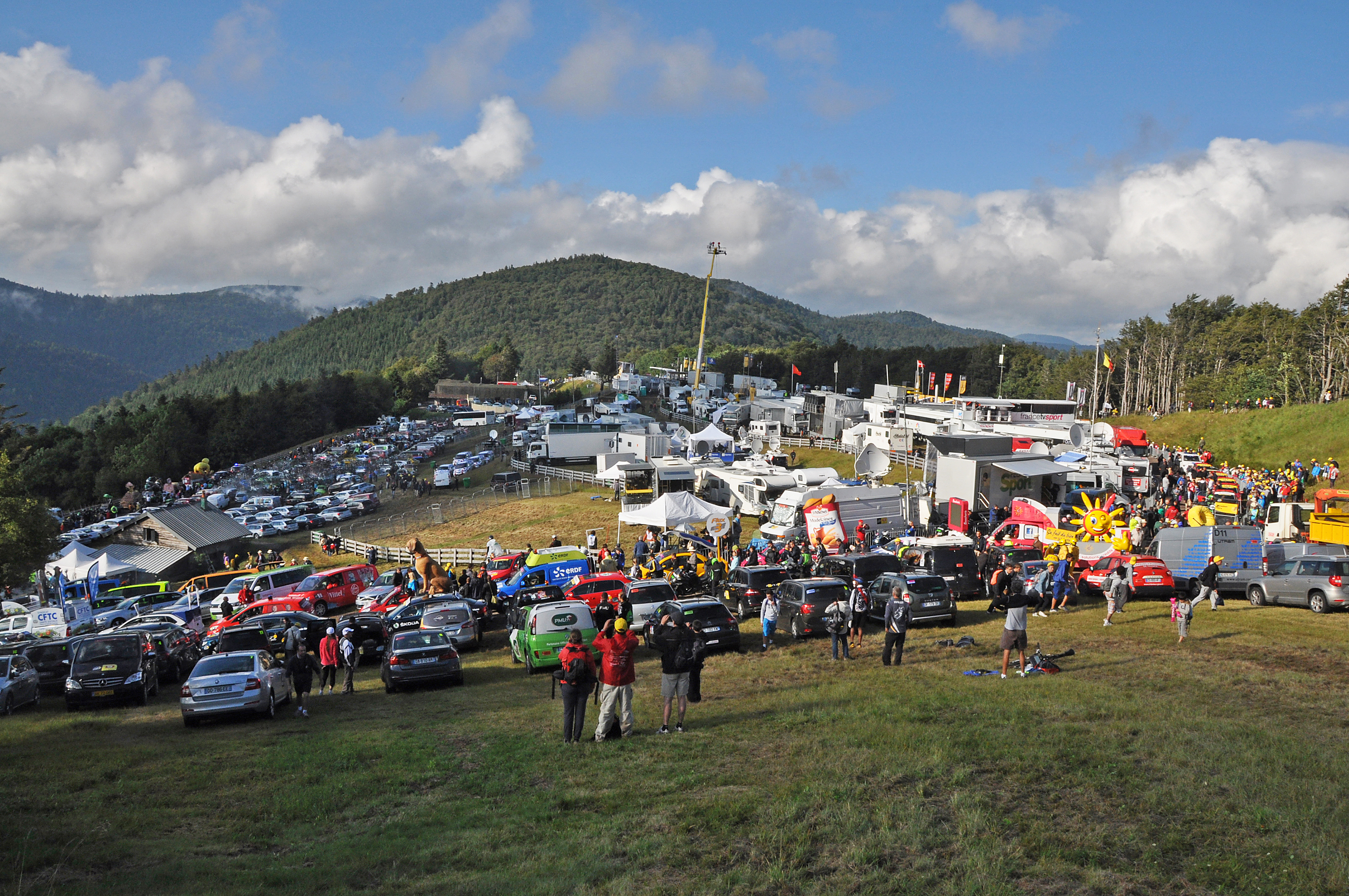
Le parc du Tour de France à Planche des Belles Filles en 2014.

La liste des ascensions du Tour de France dans le massif des Vosges répertorie les cols et les côtes empruntés lors de la course cycliste par étape du Tour de France masculin dans le massif montagneux des Vosges.
Le col du Ballon d'Alsace situé dans le département des Vosges est le sommet le plus emprunté par le parcours de l'épreuve (28 fois).
Aucun des cols du massif n'a été classé hors-catégorie.

## Liste
| Ascension                   | Département                        | Catégorie         | Altitude | Année | Total |
| --------------------------- | ---------------------------------- | ----------------- | -------- | --- | ----- |
| Col d'Adelspach             | Haut-Rhin                          | 2e                | 850 m    | 2001 | 1     |
| Col Amic                    | Haut-Rhin                          | 2e                | 828 m    | 1952 | 1     |
| col des Bagenelles          | Haut-Rhin                          | 2e                | 915 m    | 1992 | 1     |
| col de Bussang              | Haut-Rhin, Vosges                  | 3e                | 727 m    | 2005 | 1     |
| Col du Ballon d'Alsace      | Vosges                             | 1e / 2e           | 1 174 m  | 1905, 1906, 1907, 1908, 1909, 1905, 1905, 1911, 1912, 1913, 1914, 1930, 1933, 1934, 1935, 1936, 1937, 1952, 1961, 1967, 1969, 1972, 1979, 1982, 1997, 2005, 2019, 2023 | 28    |
| Ballon de Servance          | Haute-Saône, Vosges                | 2e                | 1 158 m  | 1988 | 1     |
| Col du Calvaire             | Haut-Rhin                          | 2e / 3e           | 1 144 m  | 1976, 1992, 2001 | 3     |
| Col de Champ du Feu         | Bas-Rhin                           | 1e                | 1 100 m  | 1985, 1987 | 2     |
| col des Chevrères           | Haute-Saône                        | 1e / 2e           | 914 m    | 2014, 2019 | 2     |
| col des Croix               | Haute-Saône, Vosges                | 3e                | 679 m    | 2014, 2019, 2022 | 3     |
| collet du Linge             | Haut-Rhin                          | 2e / 3e           | 987 m    | 1957, 1967, 2001 | 3     |
| col de la Croix des Moinats | Vosges                             | 2e                | 891 m    | 2014, 2023 | 2     |
| col du Donon                | Bas-Rhin                           | 2e / 3e           | 727 m    | 1961, 1967, 1971, 1985, 1987, 1988, 2001 | 7     |
| col du Firstplan            | Haut-Rhin                          | 2e / 3e           | 722 m    | 1969, 1971, 2009, 2014 | 4     |
| col du Grand Ballon         | Haut-Rhin                          | 1e / 2e / 3e / 4e | 1 353 m  | 1969, 1970, 1973, 1976, 1992, 1997, 2005, 2014, 2019 | 9     |
| col de Grosse Pierre        | Vosges                             | 2e / 3e           | 955 m    | 1913, 1914, 1952, 1969, 1979, 2005, 2012, 2014, 2022, 2023 | 10    |
| côte de Gueberschwihr       | Haut-Rhin                          | 2e                | 559 m    | 1997, 2014 | 1     |
| Côte de Haut-Koenigsbourg   | Bas-Rhin                           | 2e                | 554 m    | 2019 | 1     |
| col du Hundsruck            | Haut-Rhin                          | 2e / 3e           | 748 m    | 1952, 1972, 1997, 2019 | 4     |
| Planche des Belles Filles   | Haute-Saône, Territoire de Belfort | 1e                | 1 140 m  | 2012, 2014, 2017, 2019, 2020, 2022 | 6     |
| Le Markstein                | Haut-Rhin                          | -                 | 1 183 m  | 1970, 1973, 1976, 1997, 2019 | 5     |
| col d'Oderen                | Haut-Rhin                          | 2e                | 884 m    | 1952, 1972, 2014 | 3     |
| Petit Ballon                | Haut-Rhin                          | 1e                | 1 163 m  | 2014, 2023 | 2     |
| col du Platzerwasel         | Haut-Rhin                          | 1e / 2e           | 1 177 m  | 1967, 2009, 2014, 2023 | 4     |
| col de la Schlucht          | Haut-Rhin, Vosges                  | 2e / 3e           | 1 139 m  | 1957, 1961, 1969, 1970, 1973, 1976, 1992, 2005, 2009, 2014, 2023 | 11    |
| Struthof                    | Haut-Rhin                          | 1e                | 1 030 m  | 1988 | 1     |
| Côte des Trois-Épis         | Haut-Rhin                          | 2e                | 659 m    | 2019 | 1     |